# Severovýchodní region (Severní Makedonie)
Severovýchodní region (makedonsky Severoistočen region, Североисточен регион) je jedním z osmi statistických regionů v Severní Makedonii. V roce 2021 zde žilo 152 982 obyvatel. Největším sídlem regionu je město Kumanovo.

## Poloha, popis
Rozkládá se (jak jméno napovídá) v severovýchodní části státu a jeho rozloha je 2 310 km². Sousedními regiony jsou Skopský na západě a Východní na jihu. Region hraničí na východě s Bulharskem, na severu se Srbskem a na severozápadě s Kosovem.
Region tvoří celkem 6 opštin:
| Opština          | Obyvatel (rok 2021) | Správní centrum  | Rozloha km² |
| ---------------- | ------------------- | ---------------- | ----------- |
| Kratovo          | 7 545               | Kratovo          | 375,44      |
| Kriva Palanka    | 18 059              | Kriva Palanka    | 480,81      |
| Kumanovo         | 98 104              | Kumanovo         | 509,48      |
| Lipkovo          | 22 308              | Lipkovo          | 267,82      |
| Rankovce         | 3 465               | Rankovce         | 240,71      |
| Staro Nagoričane | 3 501               | Staro Nagoričane | 433,41      |

## Doprava

### Silniční
V západní části regionu prochází od severu k jihu dálnice A1/E 75, která vede od hranice se Srbskem přes Severní Makedonii do Řecka. Ve městě Kumanovo z dálnice odbočuje směrem na východ do Bulharska silnice označená A2/E 871.

### Železniční
Téměř souběžně s dálnicí A1/E 75 vede přes území regionu železniční trať ze Srbska do Skopje a dále přes Veles a Gevgeliji do Řecka. Do Kumanova je z této trati postavena krátká odbočka.